# Uitvinder

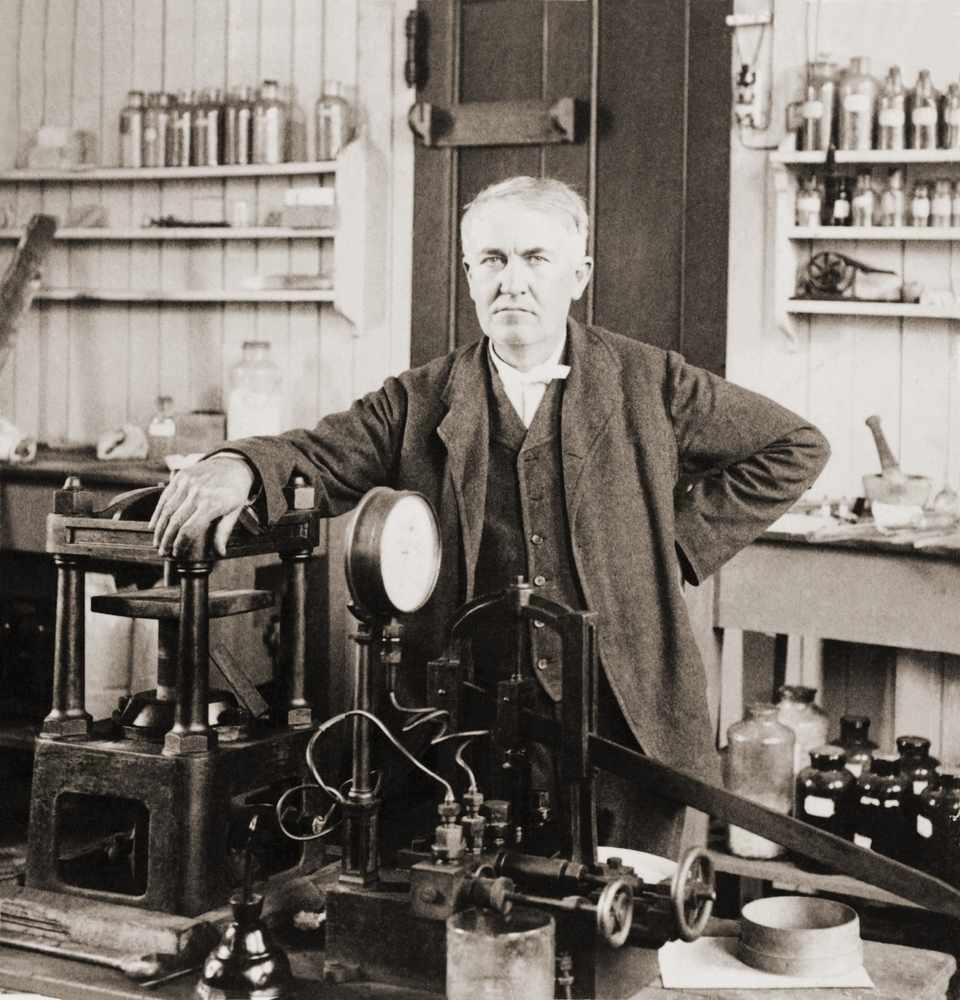
De uitvinding- en octrooi-opkoper Thomas Edison

Een uitvinder is iemand die iets bedenkt, ontwerpt of vervaardigt wat nog niet eerder bestond. Vaak gaat het om een technisch beginsel of een technisch apparaat dat niemand eerder bedacht heeft. Dit wordt een uitvinding genoemd.
De meeste uitvinders zijn wetenschapper, technicus, ingenieur of softwareontwikkelaar. Kenmerken van een uitvinder zijn:
1. dat hij een probleem onderkent;
2. dat hij zijn technische kennis en creativiteit wil gebruiken om het probleem op te lossen;
3. dat hij daarbij al zeker eenmaal in zijn leven succesvol is geweest.

In het verleden waren uitvinders vaak persoonlijkheden wier reputatie algemeen en blijvend is, zoals Johannes Gutenberg, Nikola Tesla, Christiaan Huygens, Thomas Edison, Isambard Kingdom Brunel of Rudolf Diesel. Tegenwoordig zijn uitvindingen meestal het werk van grote onderzoekslaboratoria, waaraan zeer velen hun steentje bijdragen. Zo is bijvoorbeeld algemeen bekend dat Philips de compact disc heeft uitgevonden, maar buiten het bedrijf weet niemand wie daarbij was betrokken en in welke mate.
Om uitvinders te beschermen is er octrooirecht ontwikkeld. Door toekenning van een octrooi op een uitvinding krijgt de uitvinder voor een bepaalde periode het alleenrecht op het toepassen van de uitvinding. Daarmee wordt de uitvinding ook beschermd tegen namaak door anderen. Voor gebruik van het octrooi door andere partijen moeten in dat geval octrooirechten worden betaald. Tegenwoordig worden de meeste uitvindingen gedaan door bedrijven die in teamverband een uitvinding doen. Ongeveer een vijfde van de uitvindingen die zijn vastgelegd in een octrooi wordt door particulieren gedaan.
Het aandeel vrouwelijke uitvinders genoemd in patentaanvragen neemt langzaam toe. In de Europese landen was in 2019 meer dan 13 procent van de uitvinders een vrouw. In de Verenigde Staten was in dat jaar 15% van de uitvinders vrouw.
- Bioscoopjournaal uit 1960. Het Bureau voor Uitvinders presenteert een zogenaamde vrijgezellenknoop op de voorjaarsbeurs van gebruiksvoorwerpen in de Jaarbeurs te Utrecht.
- Bioscoopjournaal uit 1973 over opmerkelijke uitvindingen, met bijzondere aandacht voor de uitvinder Groenhof uit Hilversum
- Bioscoopjournaal uit 1975. Uitvinder Pieter Mulder heeft een soort houten waterschoenen ontwikkeld, waardoor het mogelijk is om over het water te lopen.

## Wetenswaardigheden
- Een bekende karikatuur van een uitvinder is Willie Wortel. Men spreekt ook wel van een Willie Wortel als men een al dan niet succesvolle uitvinder bedoelt.
- In Duitsland, Zwitserland en Oostenrijk wordt op 9 november de Dag van de Uitvinders gehouden; deze dag is gekozen omdat het de verjaardag is van uitvinder en actrice Hedy Lamarr.